# Aeroportul Bereina
Aeroportul Bereina (IATA: BEA) este un aeroport din Provincia Centrală, Papua Noua Guinee ce deservește zona Bereina⁠(d).
aeroportul dispune de o singură pistă.